# Musakhel (huyện), Afghanistan
Musa Khel là một huyện thuộc tỉnh Khowst, Afghanistan. Dân số thời điểm năm 1999 là 27,192 người.